# Historien om en pojk
Historien om en pojk, originaltitel: Historien om en gut,  även känd i Norge som Historien om en gutt, är en norsk svartvit stumfilm (drama, äventyr) från 1919. Filmen regisserades av Peter Lykke-Seest som också skrev filmens manus. Hans son Esben Lykke-Seest spelade huvudrollen som pojken Esben.
Filmen producerades och distribuerades av Christiania Film Co. Den fotades av Carl-Axel Söderström och premiärvisades den 30 april i Norge. Filmen visades dock redan i mars 1919 i Stockholm på biografen Imperial.

## Handling
Konsulsonen Esben hamnar i bråk med en klasskamrat som för att sätta dit Esben lägger lärarens ur i hans ficka. Av rädsla för att bli bestraffad flyr Esben med ett skepp. Han rymmer senare från skeppet och blir dräng på en bondgård. En tid därefter blir han upptagen i ett rövarband, men flyr senare från dem och blir räddad av en scout. Till slut återvänder han till sina föräldrar och får upprättelse på skolan.

## Mottagande
Filmen recenserades i Dagens Nyheter den 12 mars 1919 på följande sätt:
| ” | Imperial ger en norsk film, "En historia om en pojk", som bör bli alla käcka skolpojkars favorit. Den är full av trevliga och spännande äventyr och inspelad med stor käckhet och ett strålande humör, och i huvudrollen får man göra bekantskap med Erben Lykke-Seest, som visar sig vara en verklig ackvisition. Man får även se aktualiteter, en skämtbild samt vackra naturscenerier från Mississippi. | „ |

## Rollista
- Esben Lykke-Seest – Esben Gram
- Arthur Barking – polis
- Hans Hedemark – båtsmannen
- Lila Lykke-Seest – Esbens mor
- Emil Schibbye – skepparen på "Bella Rosa"